# فراغ عاطفي
الفراغ العاطفي هي حالة إنسانية يتخللها شعور الملل المعمم و‌الاغتراب الاجتماعي و‌اللامبالاة. مشاعر الفراغ هذه غالباً ما يصاحبها حالات اكتئاب جزئي، اكتئاب، شعور بالوحدة، انعدام التلذذ، اليأس، أو غيرها من الاضطرابات النفسية / العاطفية، بما في ذلك اضطراب الشخصية الانعزالية، اضطراب قصور الانتباه وفرط الحركة واضطراب شخصية حدية. الإحساس بالفراغ هو أيضا جزء من عملية الحزن الطبيعية، وينجم ذلك عن الانفصال أو وفاة أحد أفراد الأسرة أو تغييرات هامة أخرى. ولكن، إن المعاني الخاصة ب«الفراغ» تختلف مع السياق الخاص والتقاليد الدينية أو الثقافية التي يتم استخدامها.